# 切下文
切下文（きりくだしぶみ）とは、平安時代から中世にかけて、朝廷から諸国に対して租税・公事などの形で割り当てもしくは催促を行うために作成した文書。

## 概要
朝廷にて行われる儀式や祭祀の費用確保のために、太政官や大蔵省から諸国に向けて出された下文形式の文書である。賦課する品目を1項目ごとに切り分けて書いていたことからその名称がある。また、受領である国司が切下文を受けて京都の倉庫や自己の邸宅に保管していた官物をそのまま済物として納付する場合もあった。後に諸国の国司や荘園領主が管内の公領や荘園に同様の文書を出す場合があり、これを切符（きりふ）と称した。